# Europees kampioenschap voetbal onder 18 - 1970
Het Europees kampioenschap voetbal onder 18 van 1970  (officieel UEFA Jeugdtoernooi 1970) was de 23e editie van het, door de UEFA georganiseerde, voetbaltoernooi van spelers onder de 18 jaar. 
Het toernooi werd tussen 16 mei en 25 mei 1970 gespeeld in Schotland. Er deden 16 teams mee. Oost-Duitsland werd voor de 2e keer winnaar. De finale in Glasgow werd met 1–1 gelijkgespeeld tegen Nederland. Ze wonnen daarna de tos. Schotland werd derde.

## Kwalificatie
6 landen kwalificeerden zich via een kwalificatietoernooi. De overige landen waren automatisch gekwalificeerd.
| Pos. | Land      | DV | DV | Ptn. |
| ---- | --------- | -- | -- | ---- |
| 1    | Frankrijk | 7  | 3  | 5    |
| 2    | Spanje    | 7  | 10 | 4    |
| 3    | Portugal  | 6  | 7  | 3    |

| Pos. | Land        | DV | DV | Ptn. |
| ---- | ----------- | -- | -- | ---- |
| 1    | Turkije     | 2  | 2  | 2    |
| 2    | Griekenland | 2  | 2  | 2    |

| Pos. | Land        | DV | DV | Ptn. |
| ---- | ----------- | -- | -- | ---- |
| 1    | Roemenië    | 3  | 2  | 5    |
| 2    | Sovjet-Unie | 4  | 2  | 4    |
| 3    | Polen       | 2  | 5  | 3    |

| Pos. | Land     | DV | DV | Ptn. |
| ---- | -------- | -- | -- | ---- |
| 1    | Wales    | 5  | 1  | 6    |
| 2    | Engeland | 15 | 3  | 5    |
| 3    | Ierland  | 1  | 17 | 1    |

| Pos. | Land              | DV | DV | Ptn. |
| ---- | ----------------- | -- | -- | ---- |
| 1    | West-Duitsland    | 4  | 2  | 6    |
| 2    | Joegoslavië       | 4  | 2  | 5    |
| 3    | Tsjecho-Slowakije | 2  | 6  | 1    |

| Pos. | Land                           | DV | DV | Ptn. |
| ---- | ------------------------------ | -- | -- | ---- |
| 1    | Duitse Democratische Republiek | 6  | 1  | 4    |
| 2    | Oostenrijk                     | 1  | 6  | 0    |

## Groepsfase

### Groep A
| Pos. | Land      | GW | W | G | V | DV | DT | +/− | Ptn. |
| ---- | --------- | -- | - | - | - | -- | -- | --- | ---- |
| 1    | Schotland | 3  | 2 | 1 | 0 | 9  | 3  | +6  | 5    |
| 2    | Bulgarije | 3  | 2 | 1 | 0 | 7  | 3  | +4  | 5    |
| 3    | Zweden    | 3  | 1 | 0 | 2 | 2  | 8  | –6  | 2    |
| 4    | Italië    | 3  | 0 | 0 | 3 | 2  | 6  | –4  | 0    |

|             |           |     |           |     |
| 16 mei 1970 | Bulgarije | 2–2 | Schotland | Ayr |
| 16 mei 1970 |           |     |           | Ayr |

|             |        |     |        |          |
| 16 mei 1970 | Zweden | 2–0 | Italië | Greenock |
| 16 mei 1970 |        |     |        | Greenock |

|             |           |     |        |         |
| 18 mei 1970 | Bulgarije | 3–0 | Zweden | Paisley |
| 18 mei 1970 |           |     |        | Paisley |

|             |           |     |        |            |
| 18 mei 1970 | Schotland | 2–1 | Italië | Motherwell |
| 18 mei 1970 |           |     |        | Motherwell |

|             |           |     |        |            |
| 20 mei 1970 | Bulgarije | 2–1 | Italië | Kilmarnock |
| 20 mei 1970 |           |     |        | Kilmarnock |

|             |           |     |        |          |
| 20 mei 1970 | Schotland | 5–0 | Zweden | Greenock |
| 20 mei 1970 |           |     |        | Greenock |

### Groep B
| Pos. | Land      | GW | W | G | V | DV | DT | +/− | Ptn. |
| ---- | --------- | -- | - | - | - | -- | -- | --- | ---- |
| 1    | Frankrijk | 3  | 2 | 1 | 0 | 6  | 0  | +6  | 5    |
| 2    | Hongarije | 3  | 2 | 1 | 0 | 5  | 0  | +5  | 5    |
| 3    | Finland   | 3  | 1 | 0 | 2 | 2  | 7  | –5  | 2    |
| 4    | Noorwegen | 3  | 0 | 0 | 3 | 0  | 6  | –6  | 0    |

|             |           |     |           |           |
| 16 mei 1970 | Frankrijk | 3–0 | Noorwegen | Inverness |
| 16 mei 1970 |           |     |           | Inverness |

|             |           |     |         |       |
| 16 mei 1970 | Hongarije | 4–0 | Finland | Elgin |
| 16 mei 1970 |           |     |         | Elgin |

|             |           |     |           |           |
| 18 mei 1970 | Frankrijk | 0–0 | Hongarije | Inverness |
| 18 mei 1970 |           |     |           | Inverness |

|             |         |     |           |        |
| 18 mei 1970 | Finland | 2–0 | Noorwegen | Forres |
| 18 mei 1970 |         |     |           | Forres |

|             |           |     |         |           |
| 20 mei 1970 | Frankrijk | 3–0 | Finland | Inverness |
| 20 mei 1970 |           |     |         | Inverness |

|             |           |     |           |       |
| 20 mei 1970 | Hongarije | 1–0 | Noorwegen | Elgin |
| 20 mei 1970 |           |     |           | Elgin |

### Groep C
| Pos. | Land           | GW | W | G | V | DV | DT | +/− | Ptn. |
| ---- | -------------- | -- | - | - | - | -- | -- | --- | ---- |
| 1    | Nederland      | 3  | 2 | 1 | 0 | 9  | 3  | +6  | 5    |
| 2    | West-Duitsland | 3  | 2 | 0 | 1 | 6  | 5  | +1  | 4    |
| 3    | Zwitserland    | 3  | 1 | 0 | 2 | 3  | 8  | –5  | 2    |
| 4    | Wales          | 3  | 0 | 1 | 2 | 3  | 5  | –2  | 1    |

|             |           |     |             |        |
| 16 mei 1970 | Nederland | 6–1 | Zwitserland | Dundee |
| 16 mei 1970 |           |     |             | Dundee |

|             |                |     |       |          |
| 16 mei 1970 | West-Duitsland | 3–2 | Wales | Aberdeen |
| 16 mei 1970 |                |     |       | Aberdeen |

|             |           |     |       |        |
| 18 mei 1970 | Nederland | 1–1 | Wales | Dundee |
| 18 mei 1970 |           |     |       | Dundee |

|             |                |     |             |          |
| 18 mei 1970 | West-Duitsland | 2–1 | Zwitserland | Aberdeen |
| 18 mei 1970 |                |     |             | Aberdeen |

|             |           |     |                |          |
| 20 mei 1970 | Nederland | 2–1 | West-Duitsland | Arbroath |
| 20 mei 1970 |           |     |                | Arbroath |

|             |             |     |       |          |
| 20 mei 1970 | Zwitserland | 1–0 | Wales | Aberdeen |
| 20 mei 1970 |             |     |       | Aberdeen |

### Groep D
| Pos. | Land                           | GW | W | G | V | DV | DT | +/− | Ptn. |
| ---- | ------------------------------ | -- | - | - | - | -- | -- | --- | ---- |
| 1    | Duitse Democratische Republiek | 3  | 2 | 1 | 0 | 3  | 0  | +3  | 5    |
| 2    | België                         | 3  | 2 | 0 | 1 | 5  | 4  | +1  | 4    |
| 3    | Roemenië                       | 3  | 0 | 2 | 1 | 2  | 3  | –1  | 2    |
| 4    | Turkije                        | 3  | 0 | 1 | 2 | 0  | 3  | –3  | 1    |

|             |        |     |          |       |
| 16 mei 1970 | België | 3–2 | Roemenië | Perth |
| 16 mei 1970 |        |     |          | Perth |

|             |                                |     |         |           |
| 16 mei 1970 | Duitse Democratische Republiek | 1–0 | Turkije | Edinburgh |
| 16 mei 1970 |                                |     |         | Edinburgh |

|             |                                |     |        |         |
| 18 mei 1970 | Duitse Democratische Republiek | 2–0 | België | Falkirk |
| 18 mei 1970 |                                |     |        | Falkirk |

|             |          |     |         |             |
| 18 mei 1970 | Roemenië | 0–0 | Turkije | Dunfermline |
| 18 mei 1970 |          |     |         | Dunfermline |

|             |        |     |         |           |
| 20 mei 1970 | België | 2–0 | Turkije | Kirkcaldy |
| 20 mei 1970 |        |     |         | Kirkcaldy |

|             |          |     |                                |           |
| 20 mei 1970 | Roemenië | 0–0 | Duitse Democratische Republiek | Edinburgh |
| 20 mei 1970 |          |     |                                | Edinburgh |

## Knock-outfase
|  | Halve finale     | Halve finale     |   |                  | Finale           | Finale |
|  |                  |                  |   |                  |                  |        |
|  | 23 mei – Ayr     |                  |   |                  |                  |        |
|  | DDR              | 1 (t.)           |   |                  |                  |        |
|  | Frankrijk        | 1                |   |                  |                  |        |
|  |                  |                  |   |                  |                  |        |
|  |                  |                  |   |                  | 25 mei – Glasgow |        |
|  |                  |                  |   |                  | DDR              | 1 (t.) |
|  |                  | Nederland        | 1 |                  |                  |        |
|  |                  |                  |   |                  |                  |        |
|  |                  |                  |   |                  | Derde plaats     |        |
|  | 23 mei – Glasgow | 23 mei – Glasgow |   | 25 mei – Glasgow | 25 mei – Glasgow |        |
|  | Schotland        | 0                |   | Schotland        | 2                |        |
|  | Nederland        | 1                |   |                  | Frankrijk        | 0      |

### Finale
|             |                                |            |           |         |
| 25 mei 1970 | Duitse Democratische Republiek | (toss) 1–1 | Nederland | Glasgow |
| 25 mei 1970 |                                |            |           | Glasgow |